# طبقة الإنترنت

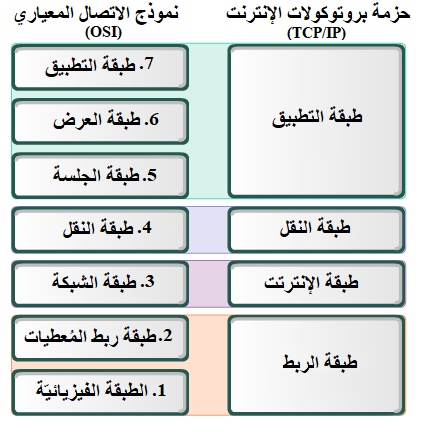
مقارنة بين نموذج الإنترنت (TCO/IP) ونموذج الاتصال المعياري (OSI)

طبقة الإنترنت بالإنجليزية (Internet Layer): هي مجموعة ادوات التشبيك، البروتوكولات والمواصفات في حزمة بروتوكولات الإنترنت المستخدمة في نقل رزم البيانات عبر الشبكة من المضيف الاصل عبر وخارج حدود الشبكة «في حال الضرورة» وصولا إلى الجهة المحددة بواسطة المضيف عبر عنوان IP.
يشتق اسم الطبقة (طبقة الإنترنت) من الوظائف الملزمة لها كالتشبيك والتوجيه التي تستدعي مهام التوصيل عبر شبكات متعددة وإلى شبكات متعددة أخرى عبر البوابات Gateways.
طبقة الإنترنت لا تحتوي كل البروتوكولات اللازمة للحفاظ على حالة توصيل بين عقدة محلية «والتي تكون عادة بروتوكولات معتمدة على تحزيم الرزم» مثل البروتوكولات في طبقة الوصل، تعتمد بروتوكولات طبقة الإنترنت على ربط الحزم بعنوان IP.
التصميم المعتمد في طبقة الإنترنت هو مبدأ المتانة Robustness Principle «كن حرا» ذو اريحية«بخصوص ما تستقبل، ومتحفظا» متزمت«بخصوص ما ترسل» كما ويمكن للمضيف ذو السلوك السيئ ان يحجب خدمة الإنترنت من عدة مستخدمين.

## الغاية من الطبقة
- بالنسبة للحزم الصادرة، تحديد المضيف host للخطوة التالية (البوابة Gateway) وأرسال الحزمة إلى هذا المضيف عن طريق تمريرها إلى بروتوكول طبقة الوصلة المناسب.
- بالنسبة للحزم الواردة، قم بالتقاط الحزم وتمرير حمولة الحزمة إلى بروتوكول طبقة النقل المناسب إذا كان ذلك مناسبًا.
- توفير ألية قادرة على اكتشاف الأخطاء وتشخيصها.

## البروتوكولات الأساسية
البروتوكولات الأساسية في طبقة الإنترنت هي بروتوكول الإنترنت (IP). يتم تنفيذه في نسختين، IPv4 وIPv6 . يستخدم بروتوكول رسائل التحكم في الإنترنت (ICMP) بشكل أساسي لوظائف الأخطاء والتشخيص. توجد تطبيقات مختلفة لـ IPv4 و IPv6.

## الحماية
أمان بروتوكول الإنترنت (IPsec) عبارة عن مجموعة من البروتوكولات لتأمين اتصالات IP من خلال مصادقة وتشفير كل حزمة IP ضمن تدفق البيانات. يتضمن IPsec أيضًا بروتوكولات تبادل المفاتيح. تم تصميم IPsec في الأصل كمواصفات أساسية في IPv6 في عام 1995 وتم تحثسث التوفقية لاحقًا مع IPv4 ، والذي يستخدم على نطاق واسع في تأمين الشبكات الخاصة الافتراضية.

## الوظائف
- ترجمة عنوان الشبكة المنطقي إلى عنوان فعلي
- تعمل أجهزة التوجيه والبوابات في طبقة الإنترنت، كما يتم توفير آلية بواسطة “Network Layer” لتوجيه الحزم إلى الوجهة النهائية.
- يتم توفير خدمات الاتصال بما في ذلك التحكم في تدفق طبقة الإنترنت والتحكم في أخطاء طبقة الإنترنت والتحكم في تسلسل الحزمة.
- تنسيق الحزم: تنسيق الحزم، يقوم “IP” بتجميع الحزم في وحدات تُعرف باسم مخططات البيانات، كما يتم وصف مخططات البيانات بالكامل في طبقة الإنترنت، حيث يتم تحضير الحزم للتسليم.[4]
- التجزئة: إذا كانت الحزمة كبيرة جداً بحيث لا يمكن نقلها عبر وسائط الشبكة، فإنّ “IP” على نظام الإرسال يقسم الحزمة إلى أجزاء أصغر، و”IP” على نظام الاستقبال ثم يعيد بناء الأجزاء في الحزمة الأصلية[4]
- ينقل حزم البيانات إلى طبقة الوصلة.
- إرشاد كل حزمة من حزم البيانات بأسلوب مستقل من المصدر إلى الوجهة باستعمال المسار الأمثل.  إعادة تجميع الحزم خارج الطلب عندما تصل إلى الوجهة.
- معالجة الخطأ في إرسال حزم البيانات وتجزئة حزم البيانات.

## المشاكل
- تتمثل إحدى مشكلات التصميم الرئيسية في تحديد كيفية توجيه الحزم من المصدر إلى الوجهة، كما يمكن أن تستند المسارات إلى جداول ثابتة متصلة بالشبكة ونادراً ما يتم تغييرها ويمكن أن تكون أيضاً ديناميكية للغاية، حيث يتم تحديدها من جديد لكل حزمة لتعكس حمل الشبكة الحالي.
- إذا كان هناك عدد كبير جداً من الحزم في الشبكة الفرعية في نفس الوقت فسوف تتعارض مع بعضها البعض ممّا يشكل اختناقات، وينتمي التحكم في هذا الازدحام أيضاً إلى طبقة الشبكة.
- علاوةً على ذلك فإنّ جودة الخدمة المقدمة أي التأخير ووقت الإرسال هي أيضاً مشكلة في طبقة الإنترنت.
- عندما تضطر الحزمة إلى الانتقال من شبكة إلى أخرى للوصول إلى وجهتها يمكن أن تظهر العديد من المشكلات، مثل قد يكون العنوان الذي تستخدمه الشبكة الثانية مختلفاً عن الأول وقد لا تقبل الثانية الحزمة على الإطلاق لأنّها كبيرة جداً، وقد تختلف البروتوكولات والأمر متروك لطبقة الإنترنت للتغلب على كل هذه المشاكل للسماح للشبكات غير المتجانسة بالترابط.

## طبقة الإنترنت في نموذج OSI
نظرًا لأن طبقة الإنترنت الخاصة بنموذج TCP / IP يمكن مقارنتها بسهولة مباشرة بطبقة الشبكة (الطبقة 3) في نموذج OSI ومن الاخطاء الشائعة تسمية طبقة الإنترنت وبشكل غير صحيح بطبقة الشبكة.